# David H. Keller
Pour les personnes ayant le même patronyme, voir Keller.
David Henry Keller, né le 23 décembre 1880 à Philadelphie et mort le 13 juillet 1966 à Stroudsburg, est un médecin et écrivain américain de science-fiction, de fantasy et d'horreur.

## Biographie
Diplômé en 1903 de la faculté de la médecine de Pennsylvanie, David H. Keller exerce d'abord la profession de médecin biologiste et neuropsychiatre, de professeur de médecine. Durant la Première Guerre mondiale - et même la Seconde - Keller sert en qualité de neuropsychiatre dans les rangs de l'armée américaine. Dans les années 1920, il est Assistant Superintendent du Centre hospitalier psychiatrique de Louisiane à Pineville.
Selon Régis Messac, qui lui consacre, en 1939, un court essai dans les Primaires, David H. Keller « eut toujours l'ambition d'être un auteur mais les nécessités de la vie l'obligèrent d'abord à se faire médecin. (...) Il eut ainsi, ajoute Messac, l'occasion d'observer de près de singuliers échantillons d'humanité, et d'emmagasiner dans sa mémoire bien des incidents singuliers dont on retrouvera la trace plus tard dans ses écrits. Toutes les fois qu'il lui arrive de décrire un infirme, un fou, un dégénéré, on entrevoit derrière l'aisance et la vraisemblance du récit la solide documentation du psychiatre et du clinicien. » David Keller publie ses premiers textes de science-fiction et autres contes fantastiques, dans les pulps magazines, à partir d'avril 1926.
Hugo Gernsback, éditeur d’Amazing Stories (Histoires stupéfiantes), magazine de nouvelles fantastiques et de littérature scientifique, est impressionné par la profondeur psychologique des contes de Keller.
En novembre 1928, à la lecture de The Psychophonic Nurse (la Nourrice automatique) parue dans Amazing Stories, Régis Messac découvre David H. Keller. Séduit à son tour par la personnalité de l’auteur, et parce que, dit-il, « ses histoires ont un sens » ; parce qu’elles cachent « une idée profonde ou nouvelle » sur des faits « qui nous invitent à la réflexion, voire à la méditation » ; parce que Keller écrit pour un public adulte ; parce qu’il « domine ses sujets et nous aide à mieux comprendre et son pays, et notre temps », parce qu'avant Georges Duhamel, Keller a su voir les tares de la civilisation américaine, Messac, grand connaisseur de la chose littéraire et de la vie américaine, le choisit en 1932 pour le présenter au public français dans les colonnes des Primaires, avant de publier, en 1936, un recueil de trois contes intitulé la Guerre du lierre.
Dans une présentation de la Guerre du lierre, Régis Messac se risque à une comparaison entre Keller et Edgar Poe : « Sans vouloir identifier à un écrivain célèbre un homme qui a sa personnalité et son talent bien à lui, écrit Messac, et qui a fait tout autre chose que recommencer Poe, on peut dire que David H. Keller n'est pas inférieur à son illustre devancier. Si vous en doutez, lisez la Guerre du lierre et dites-nous si vous n'y retrouvez pas la surprise, l'impression d'étrangeté et de dépaysement que vous donnèrent jadis le Puits et le pendule ou le Scarabée d'or. Même narration rapide, entraînante, même accumulation de détails précis et circonstanciés qui vous obligent à accepter comme vrais des événements hallucinants ou imprévus. Mais vous trouverez aussi, par surcroît, dans le livre de Keller, le souci et la connaissance exacte des choses de notre temps, le reflet de nos inquiétudes et l'écho des conquêtes de l'esprit moderne. »
Dans cet ouvrage paru dans la collection des Hypermondes, David H. Keller fait montre de « sensibilité et d’imagination », se fait effectivement l’écho des choses de son temps, aborde parmi les grands problèmes de société ceux de l’affranchissement des liens familiaux, du féminisme, de la standardisation à outrance, des excès du machinisme, du conflit entre la collectivité et l’individu.
Soixante-dix ans après, avec l’évolution des mœurs et de la science-fiction, Keller est parfois considéré comme un auteur dépassé. Pis, dans une Petite chronique de nuit, Philippe Curval nous dit que « ce Keller est d'une moralité douteuse, raciste, traditionaliste, réactionnaire, il distille un humanisme puant ». Mais Curval tempère son propos et ajoute aussitôt : « À part cela, la nouvelle (la Guerre du lierre) est bonne, surtout si on sait la lire en se replaçant à l'époque où elle est parue ».

### Citation
« Mon histoire est celle d'une vie de travail, d'une vocation, la medecine, d'un besoin profond, l'écriture (...) En ce qui concerne la science-fiction, je pense qu'elle vivra très longtemps en tant que moyen d'expression des espoirs de l'humanité, car elle permet de montrer les horribles possibilités de la science  de l'avenir si elle n'est pas utilisée sagement. »